# سلطان یعقوب (البقاع)
سلطان یعقوب (به عربی: سلطان یعقوب) یک منطقهٔ مسکونی در لبنان است که در شهرستان بقاع غربی واقع شده‌است.